# ChemPlusChem
ChemPlusChem (abrégé en ChemPlusChem) est une revue scientifique à comité de lecture qui publie des articles revues et des articles de recherches originales sous forme de communications dans tous les domaines de la chimie.
Actuellement, la direction de publication est assurée par Neville Compton.

## Histoire
Au cours de son histoire, le journal change plusieurs fois de nom :
- Chemické Listy, 1929-1938  (ISSN 1213-7103)
- Collection tschechischer chemischer Forschungsarbeiten, 1939 (un seul volume)  (ISSN 0010-0765)
- Collection of Czechoslovak Chemical Communications, 1947-2011 en science  (ISSN 0010-0765)[3]
- ChemPlusChem, 2012-en cours  (ISSN 2192-6506)